# Euglypta multoguttata
Euglypta multoguttata är en skalbaggsart som beskrevs av Mohnike 1873. Euglypta multoguttata ingår i släktet Euglypta och familjen Cetoniidae. Inga underarter finns listade i Catalogue of Life.